# Adalbert Maier
Adalbert Maier (* 26. April 1811 in Villingen; † 29. Juli 1889 in Freiburg im Breisgau) war ein deutscher römisch-katholischer Theologe, Geistlicher und Hochschullehrer.

## Leben
Maier war der Sohn eines Hauptlehrers der Volksschule Villingen. Er besuchte zunächst das Pädagogium seiner Heimatstadt, bevor er 1827 an das Freiburger Gymnasium kam. 1829 wurde er an der Universität Freiburg im Breisgau immatrikuliert. Hier studierte er bis 1835. Am 27. August 1836 erfolgte die Priesterweihe, am 8. November 1836 die Promotion zum Doktor der Theologie. Der junge Priester wurde bereits kurz nach seiner Priesterweihe als Dozent an der Theologischen Fakultät der Freiburger Universität eingesetzt, wobei er Moraltheologie und Exegese las. Auf Veranlassung von Johann Leonhard Hug wurde Maier auf Kosten der badischen Regierung und des Erzbistums eine längere Studienreise ermöglicht. Er verbrachte 1838/1839 ein Jahr in Wien und 1839 ein halbes Jahr in Rom.
Maier wurde nach seiner Rückkehr 1839 an der Universität Freiburg erneut mit der Lehre der Exegese des Alten und Neuen Testaments betraut. Er erhielt 1840 eine Stelle als außerordentlicher Professor an der Theologischen Fakultät und am 19. Mai 1841, nachdem er einen Ruf der Universität Tübingen abgelehnt hatte, eine Stelle als ordentlicher Professor der neutestamentlichen Exegese. Er war als Lehrer und Theologe sehr geachtet. 1846 wurde ihm die gesamte neutestamentliche Bibelwissenschaft übertragen. In den akademischen Jahren 1847/1848, 1850/1851, 1855/1856 und 1871/1872 war er Prorektor der Universität. Daneben war er dreißig Jahre Mitglied und später Direktor der akademischen Wirtschaftsdeputation der Universität. Weitere Rufe, unter anderem der Universität Würzburg, lehnte er ab.
Maier wurde 1848 großherzoglicher Geistlicher Rat. Außerdem verlieh ihm der Großherzog das Ritterkreuz des Ordens vom Zähringer Löwen. Später erhielt er das Kommandeurskreuz II. Klasse und 1886 das Kommandeurskreuz I. Klasse mit Stern des Ordens vom Zähringer Löwen. Zu seinen Freunden zählte unter anderem der Freiburger Domkapitular und ehemalige Seminarregens Joseph Kössing.
Maier war Mitherausgeber der Zeitschrift für Theologie. Er lieferte mehrere Artikel im Bereich biblischen Geschichte und Altertumskunde zum Kirchen-Lexikon oder Encyclopädie der katholischen Theologie und ihrer Hilfswissenschaften von Heinrich Joseph Wetzer und Benedikt Welte.

## Werke (Auswahl)
- Commentar über das Evangelium des Johannes, 2 Bände, Herder, Karlsruhe 1843–1845.
- Gedächtnißrede auf Johann Leonhard Hug bei dessen akademischer Todtenfeier an der Universitätskirche zu Freiburg am 11. März 1847, Wagner, Freiburg 1847.
- Commentar über den Brief Pauli an die Römer , Herder, Freiburg 1847.
- Historisch-kritische Untersuchungen über den Hebräer-Brief, Poppen, Freiburg 1851.
- Einleitung in die Schriften des Neuen Testaments , Herder, Freiburg 1852.
- Die Glossolalie des apostolischen Zeitalters exegetisch-kritisch beleuchttet, Poppen, Freiburg 1855.
- Commentar über den Brief an die Hebräer, Wagner, Freiburg 1861.
- Commentar über den zweiten Brief Pauli an die Korinther, Wagner, Freiburg 1865.
- Exegetisch-kritische Untersuchungen über die Christologie, Poppen, Freiburg 1871.